# Академгородок (Киев)
Академгородо́к (укр. Академмісте́чко) — жилой массив в Святошинском районе города Киева. Расположен между бульваром Академика Вернадского, улицей Академика Доброхотова, проспектом Академика Палладина и железной дорогой Киев — Коростень.
Название получил от научно-исследовательских институтов Академии наук, размещенных здесь. Застройка массива начата в начале 1960-х годов.
В жилом массиве есть также:
- Академгородок (станция метро).
- Железнодорожная станция Святошино.
- Памятник Вернадскому

На улице Семашко здесь до 2009 года проживали Марина и Сергей Дяченко, известные фантасты, чья квартира там являлась местом притяжения почитателей их творчества: «Академгородок — это не замшелая окраина, а форпост мысли. С советских времен многое тут поменялось, обветшали знаменитые академические институты — но некий дух, особая аура мысли и творчества осталась», — отмечали супруги в 2007 году.